# هالیلیه
هالیلیه (به ترکی استانبولی: Haliliye) یک منطقهٔ مسکونی در ترکیه است که در استان شانلی‌اورفه واقع شده‌است.